# می زیاده
می زیاده شاعر و نویسندهٔ لبنانی-فلسطینی، از زنان فرهنگی برجستهٔ دنیای عرب به‌شمار می‌رود. می به عروس ادب معروف بود و علاوه بر نویسندگی به زبان و ادبیات عرب، آثاری نیز به زبان‌های فرانسه و انگلیسی دارد. عروس ادب را «فاروق سعد» در باقات من حدائق «می»، لقب داده‌است. در ممالک عربی نام این نویسنده را اغلب میة (به فتح میم و یاء مشدد) می‌گویند و با توجه به معنی نام و گفتار سکر آورش او را ماد موازل صهبا نیز می‌نامند. «می» کوتاه شده کلمه ماری است، مادرش این نام را به خاطر تحبیب برای او برگزیده است.
«میّ» در سال ۱۸۸۶ در ناصره به دنیا آمد. وی ۱۲ سال نخست زندگی‌اش را در ناصره سپری کرد و سپس پدرش او را به مدرسهٔ «الفتوح» مخصوص راهبه‌ها در عینطورهٔ لبنان فرستاد. او چهار سال را در آن مدرسه گذراند و پس از آن به مدرسه عازاریهٔ بیروت منتقل شد. پس از یک سال ماندن در آن جا در سال ۱۹۰۴ به ناصره بازگشت. این بار اقامت در ناصره طول نکشید. خانوادهٔ میّ در سال ۱۹۰۷ به مصر مهاجرت کردند و مدتی در اسکندریه ماندند و سپس به قاهره نقل مکان کردند و آن‌جا را برای اقامت دائمی اعضای سه نفرهٔ خود برگزیدند. الیاس زیاده ابتدا در «المحروسه» قلم می‌زد و سپس امتیاز آن در سال ۱۹۰۹ به وی منتقل شد. «المحروسه» نخستین نشریه‌ای بود که میّ مقالاتش را در آن چاپ می‌کرد؛ ولی به مرور زمان، «میّ» در «الزهور» به مسئولیت آنتون جمیل و «المتقطف» به سرپرستی یعقوب صروف و «الهلال» به سردبیری جورجی و سپس امیل و شکر زیدان، و «الاهرام» به مسئولیت داود برکات و «الرساله» به سرپرستی احمد حسن الزیارت و «السیاسیه الاسبوعیه» محمدحسنین هیکل و … نیز مقاله نوشت.
او از ۱۹۱۲ به بعد جمعی هفتگی را در خانه خود برپا کرده بود که  بسیاری از روشنفکران برجسته سیاستمداران و مردان اهل ادب جهان عرب و حتى غرب مثلاً( هنری جیمز) می‌ زیاده را ملاقات کرده بود در آن حضور می یافتند. سلامه موسی، روشنفکر مصری و از دوستان زیاده، به طور ضمنی اشاره میکند که ازدواج نکردن زیاده به این دلیل بود که به دلیل برپایی آن جمع هیچ کس از او خواستگاری نمی‌کرد. دوستان لبنانی ما حتی اگر به ظاهر مدرن شده باشند در این امور کماکان شرقی باقی مانده‌اند و نمیتوانند با این فکر کنار بیایند که زنی داشته باشند که مهمانانش را به یک جمع ادبی راه میدهد و در آن بحث و تبادل اجتماعی آزاد به سبک اروپا جریان دارد . با این همه مشهور است که دست کم دو مرد به او دل باخته بودند.

کسانی که دربارهٔ او قلم زده‌اند، بیش‌تر به این‌که وی محور اصلی انجمن هفتگی سه‌شنبه بود و در آن انجمن همهٔ مسائل فکری، ادبی، علمی و شعری و سیاسی مطرح می‌شد و هر نظر توضیحی، دفاعی و انتقادی می‌توانست در آن طرح شود، توجه داشته‌اند؛ زیرا که میّ با توان و لطافت، تمامی این امور را اداره می‌کرد، به طوری که هریک از حضار احساس می‌کردند که هم استفاده برده و هم استفاده رسانده‌اند.
سلمی الحفار الکزبری، بانوی ادیب، در کتاب «سری کامل تألیفات میّ زیادة» می‌گوید:
«با این که مردان زیادی دوستدار او بودند، اما قلب او جز برای جبران خلیل جبران نتپید و رغبت نشان نداد. میان این دو مکاتبهٔ دل‌انگیزی وجود داشت که از سال ۱۹۱۲ تا دو هفته قبل از درگذشت جبران در سال ۱۹۳۱ ادامه داشت. برای این پژوهشگران ثابت شده‌است که پیوند میان این دو نویسندهٔ نابغه، از یک علاقهٔ متقابل شروع شده و پیش از این‌که به عشقی غلیظ و مه‌آلود با گرایش صوفی منشانه مبدل شود، به دوستی فکری انجامیده‌است؛ ولی تقدیر چنین بود که آن دو جز بر روی کاغذ با هم ملاقات نکنند.»

## تجربه‌ی مشابه زنان فمنیست
محرومیتها و مجازتهایی که جامعه بر زنان روشنفکر و فمینیست تحمیل می کند باید مورد بررسی قرار گیرد. با دسترسی زنان به آموزش این مجازاتها هم به طور روزافزون به بخشی از تجارب آنها تبدیل شد موقعیت آنها احتمالاً احساس تنهایی ،روانی ،تکافتادگی و طرد و حتی تبعید درونی را به دلیل شکستن مرزهای رفتار زنانه و تبدیل شدن به نویسنده یا روشنفکر و نیز به دلیل هواداری از فمینیسم که باعث میشد در ضدیت آشکار با فرهنگ مرد محور عرب قرار بگیرند، شدیدتر می کرده است. می ،زیاده این احساس را این طور به زبان آورده است: به رغم عشق به میهنم حس میکنم بیجا و مکانم آواره ای هستم محروم از داشتن خانه. البته این عبارت دو پهلو است. زیاده در فلسطین به دنیا آمد و در فلسطین و لبنان به مدرسه رفت و در سن هیجده سالگی با خانواده اش به مصر مهاجرت کرد و مابقی زندگی اش را در آنجا گذراند. جالب آنکه ویرجینیا ولف نیز در همان زمان داشت در مسیر مشابهی گام بر میداشت او نیز میگوید انگلستان کشور مردان انگلیسی است زنان انگلیسی کشوری ندارند. 
می زیاده نیز همچون ولف و تعداد قابل توجهی از زنان روشنفکر جهان انگلیسی - آمریکایی به جنون مبتلا شد و مرد. او به عنوان یک هوادار صلح به این نتیجه رسیده بود که کسانی میخواهند او را بکشند. این اعتقاد زمانی در او به وجود آمد که در سال ۱۹۳۴ به ایتالیای فاشیست رفت و در هنگام انتظار برای دیدن پاپ اظهار نظری انتقادی کرد به او گفتند باید ایتالیا را ترک کند زیرا پاپ او را زیر نظر گرفته است. در ۱۹۳۶ در حالی که اسیر ترس و افسردگی شده بود، دست به خودکشی زد. وقتی در بیمارستان بود از دیدن همه خودداری می کرد، می گفت هر کس مرا میبیند فکر میکند دیوانه شده‌ام به تدریج به همه بدگمان شد و دوستان و خدمتکارانش را هم بیرون کرد. او در ۱۹۴۱ فوت کرد جسدش را سه روز بعد در خانه خالی‌اش یافتند دریه شفیق نیز بارها دچار فروپاشی ذهنی شده بود و همچون ویرجینیا ولف و می زیاده در ۱۹۷۶ خودکشی کرد. اگر تراژدی‌های بیشتری از این دست رو شوند جای تعجب نیست.